# Centrale thermique de Yassa-Dibamba
La centrale thermique de Yassa-Dibamba est une centrale électrique au fioul lourd situé dans le quartier Yassa, à Douala (Cameroun).  

## Histoire
Elle est inaugurée en décembre 2009 par le Président de la République Paul Biya. Les travaux ont duré 19 mois et coûté 62,8 milliards de francs CFA. Ils ont été menés par la Kribi Power Development Company (KPDC), une filiale de l'exploitant initial AES Sonel. 
Elle passe par la suite sous contrôle de la société Dibamba Power Development Company (DPDC), dont l'actionnaire majoritaire est Globeleq Africa, avec le gouvernement camerounais,. 

## Caractéristiques et production
La centrale dispose de 8 groupes diesel de 10,76 MW chacun pouvant fonctionner au fioul lourd ou au gaz. Les alternateurs associés de 13,5 MVA chacun ont une tension nominale de 11 KV pour un poids de 54,2 tonnes. La station de stockage de combustible peut garantir une autonomie de 2 semaines.
D'une capacité nominale de 86 MW, sa construction a visé à pallier les insuffisances de l'offre en énergie —notamment pendant la période d'étiage touchant le parc hydroélectrique— et les nombreuses coupures de courant affectant le réseau électrique. Elle est reliée au réseau de distribution intégré Sud (RIS). 
Initialement prévue pour ne fonctionner que pendant les périodes d'étiage, elle fonctionne de façon plus fréquente. L'année de son inauguration, un « plan thermique d'urgence » a au contraire été lancé pour accroître la production thermique en complément de l'hydroélectricité, et les centrales de ce type se sont multipliées à partir de 2012